# Ruben Seeber
Ruben Maria Seeber (* 11. Juni 1999) ist ein österreichischer American-Football-Spieler auf der Position des Inside Linebackers.

## Werdegang
Seeber begann im Nachwuchsbereich der Swarco Raiders in Innsbruck mit dem American Football. Ab der AFL-Saison 2016 diente Seeber der Kampfmannschaft als Back-up Quarterback. Parallel dazu war er weiterhin Spieler im Junior Varsitiy Team der Raiders. Im Oktober 2017 führte Seeber dieses zum wiederholten Titelgewinn im Tiroler Cup, obwohl er sich während der Partie das Schlüsselbein gebrochen hatte. Für seine Leistung wurde Seeber als Cup MVP ausgezeichnet. Im Mai 2019 wurde Seeber als neuer Quarterback der Allgäu Comets vorgestellt, verblieb aber letztlich doch bei den Raiders. Nach der Saison 2019 entschied er sich, auf die Position des Linebackers zu wechseln. In der AFL-Saison 2021 verzeichnete er 26 Tackles, einen Sack und eine Interception. Damit verhalf er den Raiders zum Gewinn der Austrian Bowl, womit Seeber zum vierten Mal österreichischer Meister wurde.
Für die Saison 2022 unterschrieb Seeber einen Vertrag bei den Raiders Tirol, die 2022 erstmals als Franchise in der European League of Football antraten. Seeber, der beim Einlauf als Fahnenträger fungierte, war Stammspieler als Inside Linebacker. In der letzten Woche der regulären Saison fing Seeber einen Touchdown-Pass von Sean Shelton und verhalf den Raiders so zum Sieg über Berlin Thunder. Damit erreichten sie das Halbfinale, das jedoch gegen die Hamburg Sea Devils verloren ging. Im November 2022 gaben die Raiders bekannt, den Vertrag mit Seeber um eine weitere Saison verlängert zu haben.
Nationalmannschaft
Seeber wurde in der Jugend regelmäßig in die Auswahlmannschaften Österreichs für den Next Generation Bowl berufen. Mit der österreichischen U19-Nationalmannschaft wurde er 2017 in Paris Junioren-Europameister. 2018 war er zudem als Quarterback Teil der österreichischen Nationalmannschaft, die in Vantaa Vize-Europameister wurde. Im Herbst 2022 stand Seeber als Linebacker im Aufgebot der österreichischen Nationalmannschaft für die Gruppenphase der Europameisterschaft 2023.

## Erfolge
- Österreichischer Staatsmeister (2016, 2018, 2019, 2021)
- Junioren-Europameister (2017)
- Central European Football League Meister (2017, 2018, 2019)
- European Superfinal Meister (2018)
- Vize-Europameister (2018)
- IFAF ECTC Meister (2019)

## Statistiken
| Jahr                            | Team          | Spiele | Starts | Tackles | Tackles | Tackles | Tackles | Tackles | Passverteidigung | Passverteidigung | Passverteidigung | Passverteidigung | Passverteidigung | Fumbles | Fumbles | Fumbles |
| Jahr                            | Team          | Spiele | Starts | Total   | Solo    | Ast     | TFL     | Sack    | INT              | Yds              | TD               | BrUp             | PD               | FF      | FR      | TD      |
| ------------------------------- | ------------- | ------ | ------ | ------- | ------- | ------- | ------- | ------- | ---------------- | ---------------- | ---------------- | ---------------- | ---------------- | ------- | ------- | ------- |
| European League of Football     |               |        |        |         |         |         |         |         |                  |                  |                  |                  |                  |         |         |         |
| 2022                            | Raiders Tirol | 12     | 12     | 64      | 29      | 35      | 8,5     | 0,5     | 1                | −8               | 0                | 2                | 3                | 1       | 0       | 0       |
| 2023                            | Raiders Tirol | 12     | 11     | 46      | 15      | 31      | 4,0     | 0,0     | 0                | 0                | 0                | 1                |                  | 1       | 1       | 0       |
| ELF Gesamt                      | ELF Gesamt    | 24     | 23     | 110     | 44      | 66      | 12,5    | 0,5     | 1                | −8               | 0                | 3                | 3                | 2       | 1       | 0       |
| Quellen: sportsmetrics.football |               |        |        |         |         |         |         |         |                  |                  |                  |                  |                  |         |         |         |

## Privates
Seeber ist der jüngere Bruder des ehemaligen American-Football-Spielers Fabian Seeber. Er studiert Physiotherapie an der Universität Innsbruck.